# Georges Conchon
Georges Conchon fue un escritor y guionista francés nacido el 9 de mayo de 1925 en Saint-Avit (Puy-de-Dôme), y fallecido el 29 de julio de 1990. Ganó el premio Goncourt en 1964 por L'état sauvage (El estado salvaje).

## Biografía
Georges Conchon nace el 9 de mayo de 1925 en Saint-Avit, en el seno de una familia de profesores. Después de licenciarse en Filosofía, pasa el concurso de la función parlamentaria y entra a la Asamblea de la Unión Francesa, donde es jefe de división de 1952 a 1958.  Mientras viaja, sobre todo a África, debido a su trabajo, empieza a escribir. 
Su primera novela publicada es Les grandes lessives, en 1953, seguida de Chemins écartés. En 1957 recibe el premio Fénéon por L’horizon. En 1960 recibe el premio des Libraires, por La corrida de la victoire. Entre 1960 y 1980 ejerce como secretario de los debates del Senado, pero únicamente lo considera una manera de ganarse la vida. En los años sesenta es contratado por Pierre Lazareff como periodista para France-Soir. Esta experiencia le servirá para escribir L’état sauvage, que le valdrá el premio Goncourt en 1964.
En 1967, añade a sus labores de escritor y periodista, la de guionista de cine. También trabaja para la televisión, dirigiendo una serie de películas y con el lanzamiento de la serie Cháteuvallon. Varios de sus libros fueron llevados al cine.
Su última colaboración como guionista es la historia del famoso asesino del siglo XIX Pierre François Lacenaire, dirigida por Francis Girod y estrenada en 1990.
Fue caballero de la Legión de Honor y oficial de la Orden del Mérito y de las Artes y las Letras. Perteneció al Partido Socialista Unificado, del que fue miembro activo.

## Obra
- Les Grandes Lessives, Albin Michel, 1953
- Les Chemins écartés, Albin Michel, 1954
- L'Horizon. Les honneurs de la guerre, Albin Michel, 1955. (Premio Fénéon)
- Tous comptes faits, Albin Michel, 1957
- La Corrida de la victoire, Albin Michel. (Premio des Libraires), 1959
- L'Esbrouffe, Albin Michel. Prix des Volcans, 1961
- L'État sauvage, Albin Michel. (Premio Goncourt), 1964. En español, El estado salvaje, publicado en la obra Premios Goncourt de novela, Plaza y Janés.
- Le Canada, Arthaud. Prix Montcalm, 1967
- L'Apprenti gaucher, Albin Michel, 1967
- L'Auvergne, Arthaud, 1967
- Nous la Gauche devant Louis-Napoléon, Flammarion, 1967
- L'Amour en face, Albin Michel, 1972
- Sept Morts sur ordonnance, Presses de la Cité, 1975
- Le Sucre, Albin Michel, 1977
- Judith Therpauve, Jean-Claude Simoën, 1978
- La Banquière, Ramsay, 1980
- Le Bel Avenir, Albin Michel, 1983
- Mon beau-frère a tué ma sœur, Albin Michel, 1986
- Colette Stern, Gallimard, 1987
- Lacenaire, Edition du Seuil, 1990

## Filmografía

### Como guionista
- L'Étranger, de Luchino Visconti, 1967
- Il pleut sur Santiago d'Helvio Soto, 1975
- Sept morts sur ordonnance de Jacques Rouffio, 1975
- La Victoire en chantant’' de Jean-Jacques Annaud, 1976
- L'État sauvage, de Francis Girod, 1977
- Judith Therpauve de Patrice Chéreau, 1978
- Le Sucre de Jacques Rouffio, 1978
- La Banquière de Francis Girod, 1980
- Une affaire d'hommes de Nicolas Ribowski, 1980
- Châteauvallon (serie televisada), 1985
- Mon beau-frère a tué ma sœur, de Jacques Rouffio, 1986
- Lacenaire de Francis Girod, 1990
- La Marche de Radetzky (serie télévisada), de Axel Corti (TV), 1995

### Como autor
- L'Horizon de Jacques Rouffio, 1966
- L'État sauvage de Francis Girod, 1977
- Le Sucre de Jacques Rouffio, 197

### Como dialoguista
- L'Horizon’’, de Jacques Rouffio, 1966
- Mon beau-frère a tué ma sœur’' de Jacques Rouffio, 1986

### Como actor
- René la Canne de Francis Girod, 1976

## Premios y nominaciones
- Nominación al ‘’César du meilleur scénario original ou adaptation’’ pour Sept morts sur ordonnance en 1976